# ソロヴィヨーフ D-20

D-20の図面

ソロヴィヨーフ D-20' (Соловьёв Д-20) は、1950年代にソビエト連邦のソロヴィヨーフ設計局が開発したターボファンエンジンである。エンジンはM-4のパイロットを勤めたパヴェル・アレクサンドロヴィッチ・ソロヴィヨーフの指示のもと1955年から開発が始められ、1959年に量産を開始、1960年国家試験に合格した。D-20は短中距離用旅客機であるTu-124で採用された。

## 仕様
一般的特性
- 形式: 2軸ターボファン
- 全長:
- 直径:
- 乾燥重量: 1,468 kg

構成要素
- 圧縮機: 3段低圧・8段軸流圧縮機
- 燃焼器: カンミュラー型12室
- タービン: 2段低圧・1段高圧タービン

性能
- 推力: 5,400 kg
- 全圧縮比（英語版）: 13:1
- バイパス比: 1:1
- 空気流量: 113 kg/s at 8,550 rpm
- 出力重量比:

出典: Gunston.